# آلباتروس ایرویز
آلباتروس ایرویز (انگلیسی: Albatros Airways) شرکت هواپیمایی آلبانیایی است، که در سال ۲۰۰۴ تأسیس شد.